# Administração do Seguro Social
A Administração da Segurança Social dos Estados Unidos (em inglês: United States Social Security Administration, SSA) é uma agência independente vital dentro do governo federal dos Estados Unidos responsável por supervisionar a Segurança Social, um programa abrangente de seguro social que abrange benefícios de reforma, invalidez e sobrevivência. A maioria dos trabalhadores contribui para a seguridade social através de impostos sobre os salários e o montante dos benefícios que um requerente recebe está diretamente ligado às contribuições do assalariado. De fato, o Serviço de Segurança Social (SSA) tem raízes profundas na legislação histórica dos Estados Unidos, sendo estabelecido pela Lei do Seguro Social de 1935 e codificado em 42 U.S.C. § 901 (49 Stat. 635). Inicialmente designado como "Conselho de Segurança Social" em 1935, o órgão assumiu sua identidade atual, o Serviço de Segurança Social, em 1946. 
A criação do agência marcou um marco significativo na história da seguridade social nos Estados Unidos. A legislação de 1935 foi uma resposta às necessidades prementes da sociedade da época, visando estabelecer um sistema de apoio financeiro para os cidadãos americanos em momentos de vulnerabilidade, como aposentadoria, invalidez e sobrevivência. A agência tornou-se a entidade central responsável pela administração desses programas fundamentais. Ao longo dos anos, a agência evoluiu para desempenhar um papel crucial no apoio ao bem-estar financeiro dos cidadãos americanos, proporcionando benefícios que incluem aposentadoria, benefícios por incapacidade, seguro para sobreviventes e assistência a famílias de baixa renda. Sua missão é fornecer uma rede de segurança social robusta para os americanos, promovendo a estabilidade econômica e o cuidado social. 
A codificação específica em 42 U.S.C. § 901 destaca a posição legal e estrutural da agência, delineando as responsabilidades e autoridades concedidas por lei. Essa base legal confere ao SSA a legitimidade necessária para executar suas funções essenciais, garantindo a conformidade com os princípios estabelecidos na Lei do Seguro Social. Assim, o Serviço de Segurança Social, desde sua origem como o "Conselho de Segurança Social" até sua consolidação como uma agência vital do governo, continua a desempenhar um papel fundamental na segurança econômica e no bem-estar dos cidadãos americanos, sustentando os princípios fundamentais da legislação de seguridade social. 
A agência estende os seus serviços ao público através de vários canais, incluindo 1.200 escritórios locais, um website de fácil utilização e uma linha de apoio nacional gratuita. Em 2019, os escritórios locais prestaram assistência a 43 milhões de pessoas e, após um encerramento de dois anos devido à pandemia da COVID-19, foram reabertos em 7 de abril de 2022, para retomarem as suas funções essenciais. O chefe da agência ocupa cargos-chave na administração, garantindo operações e prestação de serviços eficazes. A sede da agência está localizada em Woodlawn, Maryland, a oeste de Baltimore, comumente conhecida como Escritório Central. Complementando os escritórios de campo, a agência conta com 10 escritórios regionais, 8 centros de processamento e 37 Centros de Tele atendimento. Com aproximadamente 60.000 funcionários em 2018, o pessoal não supervisor na sede da SSA é representado pela Federação Americana de Funcionários do Governo Local 1923.  
Como o maior programa governamental dos Estados Unidos, a Agência de Segurança Social desempenha um papel crucial no desembolso de fundos para milhões de americanos, exercendo um impacto significativo em suas vidas. No ano fiscal de 2022, a agência está projetando distribuir uma quantia substancial de 1,2 bilhões de dólares em benefícios da Segurança Social, alcançando um impressionante número de 66 milhões de beneficiários individuais.  
Esses benefícios desempenham um papel vital no suporte financeiro de uma ampla gama de cidadãos, desde aposentados até pessoas com deficiência, viúvos e órfãos. A amplitude do alcance da agência é evidenciada pelo número expressivo de beneficiários, destacando a importância de sua função na rede de segurança social dos Estados Unidos. Além disso, a Agência de Segurança Social tem o compromisso de atender às necessidades específicas daqueles em situação de baixa renda. No mesmo ano fiscal de 2022, espera-se que a agência forneça benefícios que totalizem 61 bilhões de dólares a 7,5 milhões de indivíduos de baixos rendimentos. Essa iniciativa demonstra a preocupação do programa em abordar as disparidades econômicas e oferecer suporte financeiro crucial às comunidades mais vulneráveis. 
O impacto econômico e social da Agência de Segurança Social não pode ser subestimado, pois suas operações têm um efeito cascata na estabilidade financeira e no bem-estar de inúmeros americanos. A distribuição abrangente de benefícios destaca o compromisso contínuo da agência em promover a segurança financeira e o cuidado social em toda a nação, tornando-a uma pedra angular essencial do sistema de proteção social nos Estados Unidos. 